# Danny Davis
För politikern med samma namn se Danny K. Davis
Danny Davis, född 29 april 1925 i Dorchester, Massachusetts, död 12 juni 2008, var en amerikansk countrysångare och orkesterledare. 
Danny Davis startade orkestern The Nashville Brass Band som haft stora framgångar i USA och bidragit till att popularisera blåsinstrument inom countrymusiken. Danny har bland flera andra storheter spelat med Gene Krupa. Danny Davis and The Nashville Brass har bland annat uppträtt i Sverige och Danmark. De spelade vid Richard Nixons och Ronald Reagans presidentinstallationer.

## Diskografi (urval)
Album (Topp 40 på Billboard charts - Top Country Albums)
- 1968 – The Nashville Brass Play The Nashville Sound (#33)
- 1969 – The Nashville Brass featuring Danny Davis Play More Nashville Sounds (#6)
- 1969 – Movin On (#16)
- 1970 – You Ain't Heard Nothin' Yet (#9)
- 1970 – Down Homers (#11)
- 1971 – Somethin' Else (#12)
- 1971 – Super Country (#25)
- 1972 – Nashville Brass Turns to Gold (#25)
- 1972 – Live in Person (#35)
- 1972 – Turn on Some Happy (#34)
- 1974 – The Best of Danny Davis and the Nashville Brass (#22)
- 1974 – Danny Davis' Nashville Brass Bluegrass Country	 (#23)
- 1974 – Latest and Greatest (#34)
- 1975 – Country Gold (#35)
- 1980 – Danny Davis & Willie Nelson with the Nashville Brass (#14)

Singlar
- 1969 – "I Saw the Light"
- 1970 – "Please Help Me, I'm Falling" (med Hank Locklin)
- 1970 – "Wabash Cannon Ball"
- 1970 – "Flying South" (med Hank Locklin)
- 1970 – "Columbus Stockade Blues"
- 1977 – "How I Love Them Old Songs"
- 1980 – "Night Life" (med Willie Nelson)
- 1980 – "Funny How Time Slips Away" (med Willie Nelson)
- 1981 – "Colinda"
- 1985 – "I Dropped Your Name"
- 1987 – "Green Eyes (Cryin' Those Blue Tears)" (med Dona Mason)